# Tropidodynerus
Tropidodynerus is een geslacht van vliesvleugelige insecten van de familie plooivleugelwespen (Vespidae).

## Soorten
- T. fertoni (Dusmet, 1925)
- T. flavus (Lepeletier, 1841)
- T. interruptus (Brullé, 1832)